# Nicolás Sansotre
Pedro Nicolás Sansotre (El Palomar, Buenos Aires, Argentina; 8 de septiembre de 1993) es un futbolista argentino. Juega como lateral derecho en Deportivo Riestra, de la Primera División de Argentina.

## Trayectoria

### Almagro
Surgido de las inferiores de Almagro, hizo su debut profesional con el equipo el 18 de septiembre de 2013 en la derrota 1 a 0 frente a UAI Urquiza, por el partido correspondiente a la sexta fecha del Campeonato de Primera B 2013-14.
El 7 de diciembre de 2015, consigue junto al club el ascenso a la Primera B Nacional luego de empatar 1 a 1 frente a Deportivo Morón en el partido de vuelta de la final por el segundo ascenso a la segunda división del fútbol argentino.
Luego de cinco años siendo parte del plantel superior del "tricolor", Sansotre deja el club, habiendo disputado 139 partidos en la institución. 

### Villa Dálmine
El 1 de julio de 2018, se une a Villa Dálmine para disputar el Campeonato de Primera B Nacional 2018-19, disputando su primer partido el 25 de agosto de 2018 en la victoria 3 a 0 frente a Instituto de Córdoba, en el partido correspondiente a la primera fecha del torneo.
Su primer gol como profesional lo anotó el 18 de noviembre de ese año en el empate 2 a 2 frente a Guillermo Brown de Puerto Madryn, por la fecha doce del campeonato.
En total con el equipo "violeta", jugó 47 partidos y convirtió 2 goles.

### Tigre
Luego de la suspensión del Campeonato de Primera Nacional 2019-20 por la pandemia del coronavirus, es anunciado como refuerzo de Tigre para disputar el Campeonato Transición de Primera Nacional 2020 y la Copa Libertadores 2020, que el club disputaría al haber salido campeón de la Copa de la Superliga 2019.
El debut en su nuevo club se produjo el 29 de noviembre de 2020 en la victoria 1 a 0 frente a San Martín de Tucumán, por la primera fecha del campeonato de ascenso.
Su debut en un campeonato internacional fue el 2 de octubre de 2020 en la derrota 3 a 1 frente a Guaraní, en un partido correspondiente a la fase de grupos del torneo continental.
En su paso por el "matador", Nicolás jugó 4 partidos y no anotó goles.

### San Martín de Tucumán
Para el Campeonato de Primera Nacional 2021, llega a San Martín de Tucumán. Su primer partido lo disputa el 2 de marzo de 2021 en la derrota 1 a 0 frente a San Martín de San Juan, por un partido correspondiente a la Copa Argentina 2020.
El 19 de marzo de 2022, Sansotre anota su primer gol en el club, en la victoria 2 a 0 frente a su ex club Almagro, por la fecha 6 del Campeonato de Primera Nacional 2022. Este gol fue muy emotivo para el lateral por un mal momento personal que estaba atravesando.
El 13 de septiembre de ese año, Nicolás sufre la ruptura de los ligamentos de la rodilla derecha, siendo una baja muy importante para el "santo" ya que hasta ese momento, era uno de los puntos altos del plantel en el torneo y uno de los preferidos de la hinchada por su entrega en los partidos.
El 21 de mayo de 2023, luego de ocho meses, vuelve a jugar un partido profesional, cuando faltando tres minutos para la finalización del encuentro, remplazó a Ismael Quilez en la victoria 2 a 0 frente a Deportivo Morón, por la fecha 17 del Campeonato de Primera Nacional 2023.
Con el equipo tucumano, en tres temporadas, Sansotre disputó 72 partidos, convirtió 1 gol y repartió 4 asistencias.

### Deportivo Riestra
Para 2024 se une a Deportivo Riestra, que recientemente había ascendido a la Primera División de Argentina.
El debut en su nuevo equipo, y en la máxima categoría del fútbol argentino, se dio el 26 de febrero en el empate 1 a 1 frente a Defensa y Justicia, por un partido correspondiente a la Copa de la Liga Profesional 2024.

## Estadísticas

### Clubes
Actualizado de acuerdo al último partido jugado el 21 de julio de 2025.
| Club                        | Div.          | Temporada     | Liga  | Liga  | Liga   | Copas nacionales | Copas nacionales | Copas nacionales | Torneos internacionales | Torneos internacionales | Torneos internacionales | Total | Total | Total  |
| Club                        | Div.          | Temporada     | Part. | Goles | Asist. | Part.            | Goles            | Asist.           | Part.                   | Goles                   | Asist.                  | Part. | Goles | Asist. |
| --------------------------- | ------------- | ------------- | ----- | ----- | ------ | ---------------- | ---------------- | ---------------- | ----------------------- | ----------------------- | ----------------------- | ----- | ----- | ------ |
| Club Almagro Argentina      | 3.ª           | 2013-14       | 23    | 0     | 0      | 1                | 0                | 0                | —                       | —                       | —                       | 24    | 0     | 0      |
| Club Almagro Argentina      | 3.ª           | 2014          | 17    | 0     | 0      | —                | —                | —                | —                       | —                       | —                       | 17    | 0     | 0      |
| Club Almagro Argentina      | 3.ª           | 2015          | 28    | 0     | 1      | —                | —                | —                | —                       | —                       | —                       | 28    | 0     | 1      |
| Club Almagro Argentina      | 2.ª           | 2016          | 19    | 0     | 0      | 3                | 0                | 0                | —                       | —                       | —                       | 22    | 0     | 0      |
| Club Almagro Argentina      | 2.ª           | 2016-17       | 35    | 0     | 4      | —                | —                | —                | —                       | —                       | —                       | 35    | 0     | 4      |
| Club Almagro Argentina      | 2.ª           | 2017-18       | 12    | 0     | 2      | 1                | 0                | 0                | —                       | —                       | —                       | 13    | 0     | 2      |
| Club Almagro Argentina      | Total club    | Total club    | 134   | 0     | 7      | 5                | 0                | 0                | 0                       | 0                       | 0                       | 139   | 0     | 7      |
| Villa Dálmine Argentina     | 2.ª           | 2018-19       | 23    | 1     | 0      | 2                | 0                | 0                | —                       | —                       | —                       | 25    | 1     | 0      |
| Villa Dálmine Argentina     | 2.ª           | 2019-20       | 21    | 1     | 0      | 1                | 0                | 0                | —                       | —                       | —                       | 22    | 1     | 0      |
| Villa Dálmine Argentina     | Total club    | Total club    | 44    | 2     | 0      | 3                | 0                | 0                | 0                       | 0                       | 0                       | 47    | 2     | 0      |
| C. A. Tigre Argentina       | 2.ª           | 2020          | 3     | 0     | 0      | —                | —                | —                | 1                       | 0                       | 0                       | 4     | 0     | 0      |
| C. A. Tigre Argentina       | Total club    | Total club    | 3     | 0     | 0      | 0                | 0                | 0                | 1                       | 0                       | 0                       | 4     | 0     | 0      |
| San Martín (T) Argentina    | 2.ª           | 2021          | 30    | 0     | 2      | 1                | 0                | 0                | —                       | —                       | —                       | 31    | 0     | 2      |
| San Martín (T) Argentina    | 2.ª           | 2022          | 24    | 1     | 1      | 1                | 0                | 0                | —                       | —                       | —                       | 25    | 1     | 1      |
| San Martín (T) Argentina    | 2.ª           | 2023          | 15    | 0     | 0      | 1                | 0                | 1                | —                       | —                       | —                       | 16    | 0     | 1      |
| San Martín (T) Argentina    | Total club    | Total club    | 69    | 1     | 3      | 3                | 0                | 1                | 0                       | 0                       | 0                       | 72    | 1     | 4      |
| Deportivo Riestra Argentina | 1.ª           | 2024          | 26    | 0     | 2      | 8                | 0                | 0                | —                       | —                       | —                       | 34    | 0     | 2      |
| Deportivo Riestra Argentina | 1.ª           | 2025          | 16    | 1     | 3      | 1                | 0                | 0                | —                       | —                       | —                       | 17    | 1     | 3      |
| Deportivo Riestra Argentina | Total club    | Total club    | 42    | 1     | 5      | 9                | 0                | 0                | 0                       | 0                       | 0                       | 51    | 1     | 5      |
| Total carrera               | Total carrera | Total carrera | 292   | 4     | 15     | 20               | 0                | 1                | 1                       | 0                       | 0                       | 313   | 4     | 16     |
| 1. 2. 3.                    |               |               |       |       |        |                  |                  |                  |                         |                         |                         |       |       |        |

## Palmarés

### Logros
- Ascenso a la Primera B Nacional con Club Almagro en 2015.